# Mount Paige
Mount Paige är ett berg i Antarktis. Det ligger i Västantarktis. Inget land gör anspråk på området. Toppen på Mount Paige är 672 meter över havet.
Terrängen runt Mount Paige är kuperad västerut, men österut är den platt. Trakten är obefolkad. Det finns inga samhällen i närheten.